# 解禁
| ウィキペディアには「解禁」という見出しの百科事典記事はありません（タイトルに「解禁」を含むページの一覧/「解禁」で始まるページの一覧）。 代わりにウィクショナリーのページ「解禁」が役に立つかもしれません。 |